# 大毛島

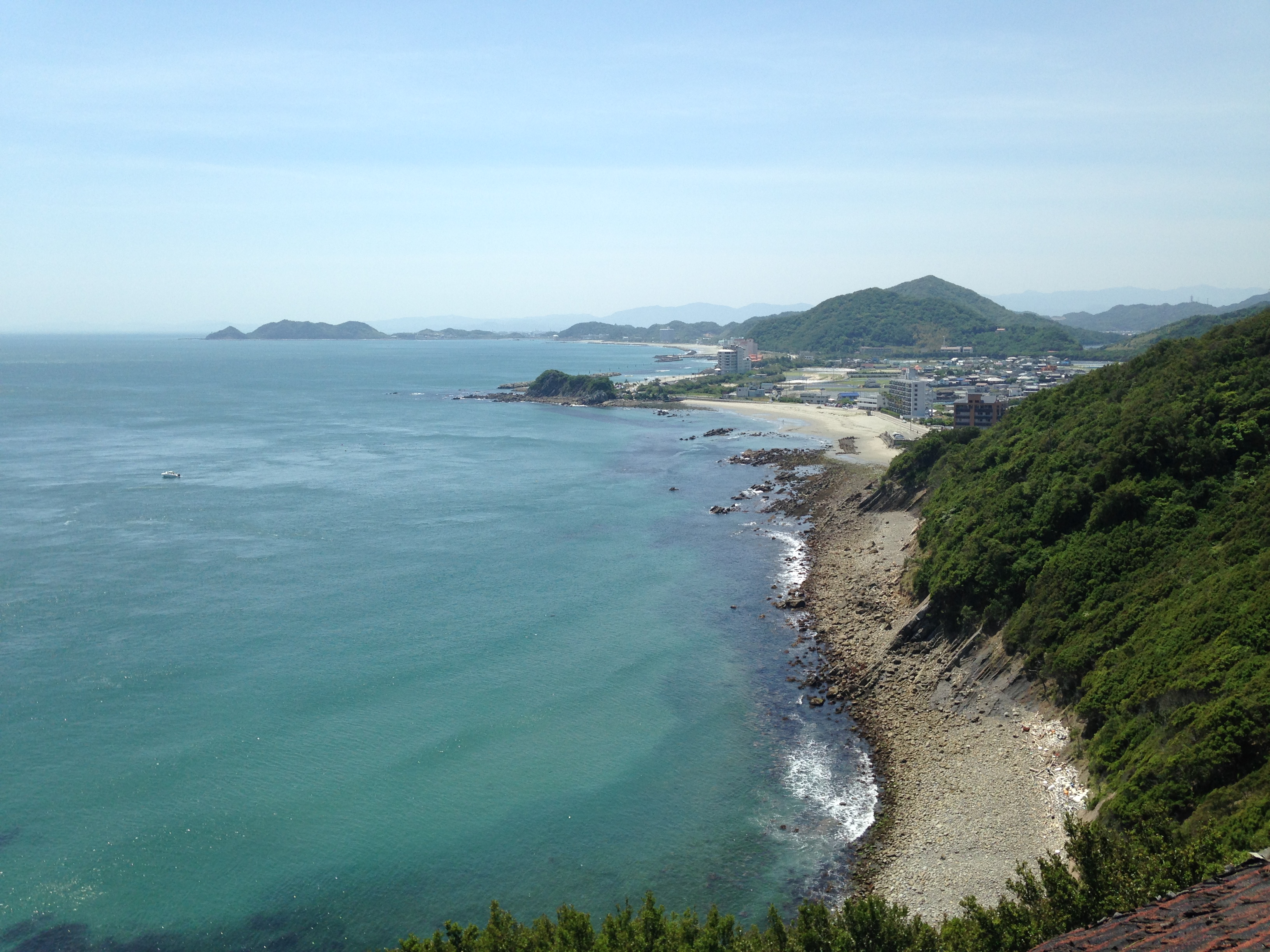
鳴門公園から望む東海岸の砂浜

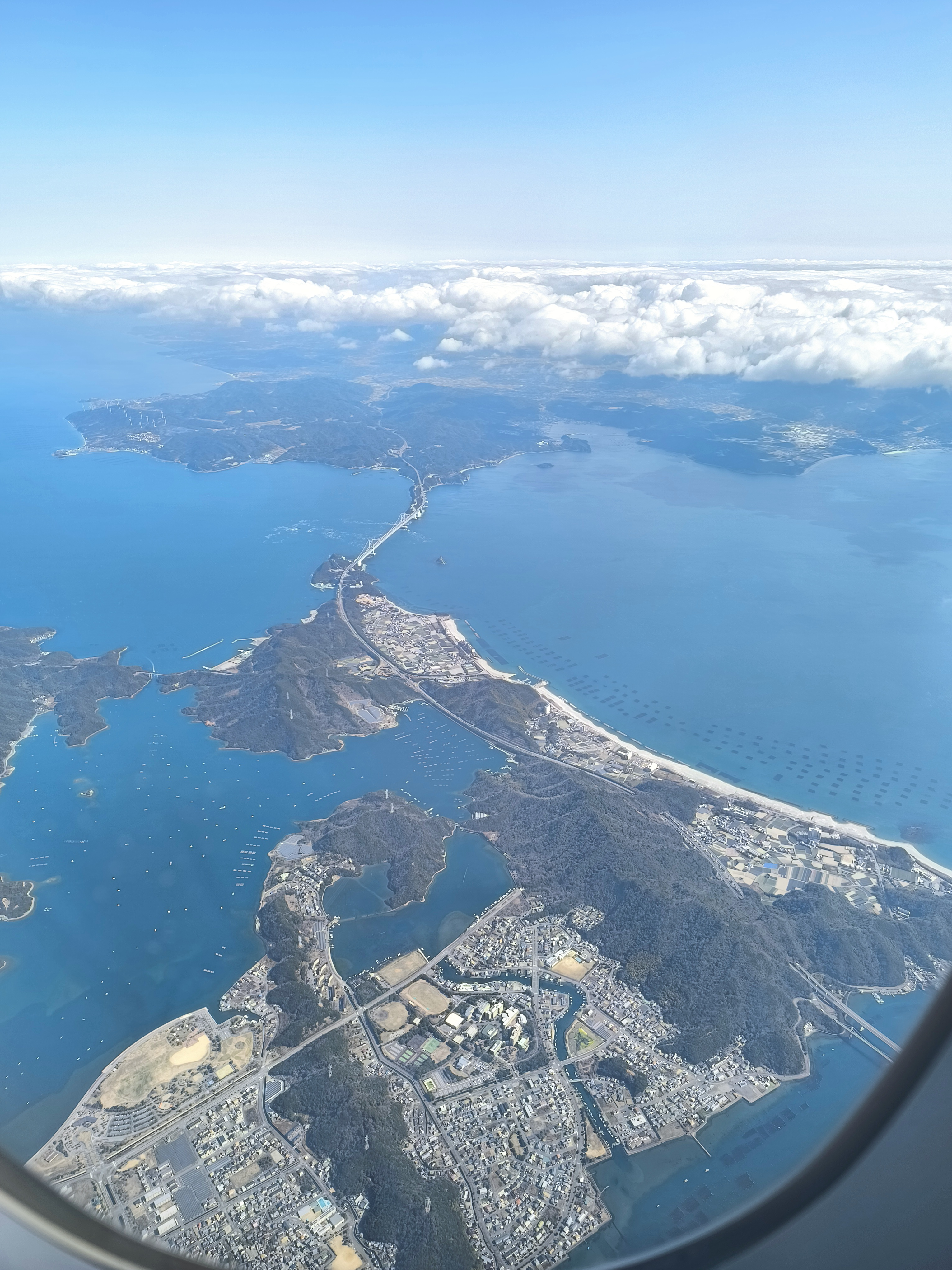
飛行機から見た大毛島

大毛島（おおげじま）は、徳島県鳴門市にある島。鳴門海峡と小鳴門海峡・ウチノ海に挟まれ、紀伊水道に面している。大鳴門橋もここに架設されている。

## 地理
鳴門市北東部に位置する島で南北約6km、東西約2km。面積は徳島県内にある島の中でもっとも広い約7.06km2。
北は播磨灘、東は鳴門海峡に面して瀬戸内海国立公園に属し、北東端の孫崎そばから大鳴門橋が鳴門の渦潮を跨いでいる。西はウチノ海を挟んで島田島と高島に面し、南は小鳴門海峡に面している。
鳴門海峡に面する大毛海岸では、夏季に県内外から海水浴客が訪れ、海岸の沖合いでは鳴門ワカメの養殖が行われている。島内は砂地が多いので鳴門金時・鳴門らっきょ・スイカなどを栽培している。
大毛島の東岸にあたる鳴門町土佐泊浦の一部（字大毛・黒山・高砂・福池）は、地形の関係で地上デジタルテレビの眉山送信所からの電波が届かず受信困難なため、2015年3月31日まで地デジ難視聴対策衛星放送（衛星セーフティネット）の対象地区となった。しかし、この措置ではNHKと日本テレビしか視聴できない為、住民は市内のケーブルテレビに加入したり、近隣府県の放送を直接受信してテレビ視聴環境を補完している。

### 地形
- 山：大毛山、三ツ石山、鳴門山、花見山
- 川：あいの水尾川

## 歴史
1961年（昭和36年）に本土（鳴門市撫養町桑島）との間に小鳴門橋が架かり、市営渡船（鳴門町土佐泊浦と撫養町岡崎の間を運行）しか利用する方法がなかったこれまでの離島としての不便さから脱却した。さらに1971年（昭和46年）の鳴門スカイライン開通により堀越橋で島田島とも繋がり、香川県方面から鳴門公園を訪れる県外観光客は急激に増加している。
1985年（昭和60年）の大鳴門橋の完成以前は、島の北部にある亀浦港と神戸港との間に阪急水中翼船が1961年（昭和36年）から1日3往復運航、また鳴門海峡をはさんだ対岸の阿那賀港との間に淡路フェリーが1965年（昭和40年）から24時間運航していた。完成以後はどちらも廃止された。